# コミック☆星新一
『コミック☆星新一』（コミックほししんいち）は、小説家・星新一のショートショートを原作に、複数の漫画家によって描かれた日本のオムニバス漫画。

## 概要
『ミステリーボニータ』（秋田書店）において、第1弾として2001年9月号から2003年4月号まで全11話、第2弾として2003年11月号から2004年6月号まで全7話が、1-2話ずつ不定期掲載された。単行本『コミック☆星新一 午後の恐竜』には10話、『コミック☆星新一 空への門』には8話が収録され、文庫本『コミック星新一 ショートショート招待席』には計18話の内11話が再録されている。
2011年10月号から新たに第3弾の連載が始まり、2012年8月には10話を収録した単行本『コミック☆星新一 親しげな悪魔』が発売された。2012年10月現在も連載中である。

## 午後の恐竜
ボッコちゃん - Perfect Girl
作画：JUN、掲載：2002年11月号
とあるバーの看板娘・ボッコちゃんの正体は、マスターが趣味で造ったロボット。彼女目当ての熱心な客のお陰で店の売り上げは倍増したが、その中の1人がボッコちゃんに入れ揚げ、プロポーズまでしてしまう。
金色のピン - Golden Pin
作画：川口まどか、掲載：2001年9月号
会いたい人を呼び寄せるという金色のピンを買った2人の女性。2人はピンの魔力を確かめるため、早速そのピンを使ってみる。
天使考 - A study of Angels
作画：木々、掲載：2003年2月号
近頃の天使達の怠けぶりに怒った神様は、彼らを2組に分けて競争させることにした。案内する魂が少ない方は、新世界開拓のための天の川土木工事へ回される。天使達の魂誘致合戦が幕を開けた。
殺し屋ですのよ - I am a Murderer
作画：かずはしとも、掲載：2002年2月号
重要プロジェクトをライバル社に横取りされた建設会社社長の元を、殺し屋と名乗る1人の女性が訪れる。始めは馬鹿にしていたが、彼女が死ぬ予定だと言った人間の訃報を受け、仕事を依頼する。
おーい でてこーい - Come Out!
作画：鯖玉弓、掲載：2003年2月号
台風の翌日、土砂で流されてしまった神社の跡に、大きな穴が開いているのが見つかった。様々な人が調べたが、結局底が分からない。後にその穴を譲り受けた男によって、穴の上に廃棄物処理場が建てられた。
午後の恐竜 - Afternoon Dinosaur
作画：白井裕子、掲載：2002年11月号
ある朝目覚めたら、街中を様々な恐竜が闊歩していた。ニュースによると、恐竜は幻として世界中に出現しており、進化の跡を辿っているらしい。
現代の人生 - Present-day Life
作画：有田景、掲載：2001年9月号
女に手酷く振られ、眠れない程思い悩んでいた青年の部屋に泥棒が押し入る。人生を謳歌している泥棒と話をする内、青年の悩みは次第に払拭されて行く。
生活維持省 - Living Maintenance
作画：志村貴子、掲載：2003年4月号
人々が皆充分な広さの土地を持ち、戦争はおろか自殺も犯罪もまるでない平穏な社会。その社会の一端を担う2人の青年は、今日もいつものように外回りを始める。
夜の事件 - Incident of night
作画：小田ひで次、掲載：2002年6月号
夜中の遊園地。その駐車場に大きな宇宙船が着陸した。地球占領のための本格的な調査を目的として地球に降り立った宇宙人達は、手始めに遊園地の門前に立つ1人の少女に話しかける。
箱 - Box
作画：小田ひで次、掲載：2002年6月号
高熱に浮かされる少女の枕元に、不思議な金髪の少年が現れる。少女は一度だけ何でも願いを叶えるという魔法の箱を少年から貰うが、もったいないと使わないまま大人になった。

## 空への門
空への門 - The gate to space
作画：鬼頭莫宏、掲載：2004年6月号
子供達の誰もが宇宙飛行士になることを夢見る宇宙開拓時代。幼い頃共に宇宙へ行くことを誓った3人だったが、その門は狭く、進む道は分かれてしまう。結末が原作とも、鬼頭莫宏の主な作風とも異なっている。
鏡 - The mirror
作画：羽央、掲載：2004年5月号
13日の金曜日、合わせ鏡の奥から現れた悪魔を捕まえ、ビンに閉じ込めた夫婦。彼らは頭を割られても死なないその悪魔をストレスの捌け口にし始める。
患者 - Patient
作画：東山むつき、掲載：2004年1月号
女性不信を治して欲しいという美青年への催眠術治療を終え、青年の目を覚まそうとする医師。常日頃から何か気の利いた研究テーマはないかと考えていたその医師は、催眠で未来を予言できないかとふと思い付く。
冬の蝶 - The butterfly of winter
作画：阿部潤、掲載：2003年11月号
何もかもが電化・自動化された未来都市。ある冬の日、1組の夫婦が自宅でパーティーに出かける準備をしていると、突然の停電に見舞われる。
処刑 - Execution
作画：阿部潤、掲載：2004年3月号
機械に管理され、戦争は勿論小さな犯罪すら起こらないよう計算された平和な地球。そんな世の中に息苦しさを感じて犯罪を起こした男が、「銀の玉」と共に水すらない枯れ果てた星へと処刑された。
程度の問題 - The problem of a grade
作画：人見茜、掲載：2002年2月号
初任務を命じられ、1人のスパイが某国首都へと潜入する。彼はスパイの心得に従って完璧に任務をこなそうとするが、生真面目で慎重過ぎる性格が裏目に出てしまう。
宿命 - Fate
作画：川口まどか、掲載：2004年2月号
動植物の存在しないとある星に、いつの頃からかいるロボット達。彼らは込み上げる欲求に従い、自分達と全く同じロボットを休むことなく造り続けていた。
ゆきとどいた生活 - A convenient prudent life
作画：鈴木志保、掲載：2004年6月号
宇宙旅行専門の保険会社に勤め、80階建てアパートに住む1人の青年。「手」と呼ばれる大きなマジックハンドのような装置が、いつも通り青年の出勤前の準備を進めて行く。

## ショートショート招待席
空への門 - The gate to space
作画：鬼頭莫宏、掲載：2004年6月号
ボッコちゃん - Perfect Girl
作画：JUN、掲載：2002年11月号
冬の蝶 - The butterfly of winter
作画：阿部潤、掲載：2003年11月号
宿命 - Fate
作画：川口まどか、掲載：2004年2月号
午後の恐竜 - Afternoon Dinosaur
作画：白井裕子、掲載：2002年11月号
処刑 - Execution
作画：阿部潤、掲載：2004年3月号
天使考 - A study of Angels
作画：木々、掲載：2003年2月号
夜の事件 - Incident of night
作画：小田ひで次、掲載：2002年6月号
生活維持省 - Living Maintenance
作画：志村貴子、掲載：2003年4月号
ゆきとどいた生活 - A convenient prudent life
作画：鈴木志保、掲載：2004年6月号
箱 - Box
作画：小田ひで次、掲載：2002年6月号

## 親しげな悪魔
ひとつの装置
作画：白井弓子、掲載：2011年12月号
戦火の迫り来る世界で、ある科学者が「世界が今のままなら、絶対に必要になる」装置を製作した。だが、一見何もしないその装置には、絶対にするべきことがあった。
ねらった金庫
作画：石黒正数、掲載：2012年7月号
エフ博士の研究所に、二人の泥棒が発明品を狙って押し入る。その発明品とは…？
たねの効用
作画：奈々巻かなこ、掲載：2012年2月号
ある前途有望な少年に、謎の男が文字通りの「金のなる薬草」を授ける。少年はその薬草の栽培に人生をかけるが…。
親しげな悪魔
作画：武嶌波、掲載：2011年10月号
平凡な青年の下に、一見温和な中年男の姿をした悪魔が、一見穏健な取引を持ちかけてくる。だが、一見温和でも穏健でも、悪魔は悪魔だった。
愛の作用
作画：KUJIRA、掲載：2012年6月号
ロボット職人の元に、弁護士が訪れる。亡き妻を忘れられない老富豪のために、亡妻そっくりのロボットを作ってくれというのだ。職人は依頼を果たすが、今度は老富豪亡きあとのロボットをどうするかという問題が生じる。
妖精
作画：渡辺ペコ、掲載：2012年4月号
格上の友達ケイとの関係に悩む少女アイの元に、願いをなんでもかなえてくれる妖精が現れる。だが、その願いには「ライバルにはその二倍の願いがかなう」という副作用があった。
疑問
作画：道満晴明、掲載：2012年3月号
ある青年が、悪魔を呼び出す。だが、「召還」されたのは普通のＯＬだった。そのＯＬが別な男性を呼び出し、さらにその男性が別な女性を呼び出して、話は混乱していく。
意気投合
作画：青木俊直、掲載：2012年8月号
地球から二千光年を飛んだ宇宙船の前に、新たな星が現れる。いままでろくな星とろくな付き合いができなかった乗組員たちは、今までにない心からの歓迎を受ける。
もてなし
作画：西村ツチカ、掲載：2012年1月号
ある青年が、「生き神様「ブルギさん」になってみないか」という話を持ちかけられる。そして青年は「生き神様」として崇められるが…。
花とひみつ
作画：鈴木志保、掲載：2012年5月号
花が好きな少女ハナコちゃんは、「モグラに花の世話をさせたらいいな」という絵を描く。そしてその絵が、風にさらわれて某国の研究所に漂着。科学者たちは絵を正式な指令書と勘違いしてしまう。